# Puente romano (Talamanca de Jarama)
El puente "romano" de Talamanca de Jarama se encuentra en el municipio español homónimo, en la parte nororiental de la Comunidad de Madrid. Se alzaba sobre las aguas del río Jarama, pero actualmente este río discurre en las inmediaciones, sin cruzar el puente, debido a una variación del cauce, que se desplazó hacia el este. Alrededor de la construcción, ubicada en las afueras de la localidad, existe un pequeño parque.
En 1997 fue declarado Bien de Interés Cultural con categoría de Monumento.

## Historia
El puente tendría un origen romano, según señalarían varios estudios petrológicos. Sin embargo, su aspecto actual corresponde a distintas transformaciones realizadas a lo largo de la Edad Media y en el siglo XVI. Se tiene constancia de diferentes remodelaciones o reconstrucciones emprendidas por el Arzobispado de Toledo, a partir de 1091, año en el que tomó jurisdicción de las tierras de Talamanca de Jarama. Las reformas más documentadas datan del siglo XVI, según reza una inscripción conmemorativa instalada en una de las enjutas del arco principal, y del siglo XX, cuando fue restaurado, tal y como se indica en una placa del año 1973, situada en la embocadura meridional.
El puente cumplió una función defensiva clave entre los siglos IX y X, durante la dominación islámica de la parte central de la península ibérica, conocida como Marca Media. Se trataba de una zona fronteriza, sobre la que la población musulmana articuló un sistema defensivo formado por distintas atalayas, ciudadelas y caminos militares, que permitían hacer frente a las incursiones de los reinos cristianos del norte peninsular.
Es muy probable que la primitiva estructura romana fuera reconstruida o reformada por los musulmanes para integrarla dentro de una ruta militar, que comunicaba diferentes fortificaciones situadas entre Talamanca de Jarama y el valle del Tiétar. 
Los puentes del Grajal (Colmenar Viejo), sobre el Manzanares; de la Alcanzorla (Galapagar), sobre el Guadarrama; del Pasadero (Navalagamella), sobre el Perales; y de San Juan (Pelayos de la Presa), sobre el Alberche, eran otras obras de ingeniería de este camino defensivo. Todos ellos se conservan, si bien, este último, se encuentra muy alterado con respecto a su trazado original.
Con la conquista cristiana de la Marca Media, a principios del siglo XI, el puente perdió su función militar y se convirtió en un paso obligado en la ruta hacia Toledo desde la Submeseta Norte, a través del puerto de Somosierra. Constituyó una fuente de ingresos muy notable para el Arzobispado de Toledo, al que quedaron adscritas las tierras septentrionales de la actual provincia de Madrid, que impuso derechos de pontazgo a todo viandante, caballería o ganadería que cruzase el puente.

## Descripción
Está orientado de norte a sur. Consta de cinco arcos rebajados y escarzanos, que se distribuyen irregularmente. De todos ellos, destaca por sus dimensiones el situado en la parte más meridional, con 17,9 m de luz y 6 m de flecha, medidas que contrastan con las de los cuatro arcos restantes, cuyo ancho oscila entre los 7,9 y los 8,6 m y con una flecha entre 2,45 y 3,25 m.
El puente combina sillería de piedra caliza, localizada en los arcos, enjutas y tajamares, y mampostería de cantos rodados, en la parte superior y en las embocaduras. Integra tajamares a ambos lados; todos ellos son de forma triangular, excepto el primero del lado meridional, que es trapezoidal.
Las diferentes remodelaciones y reconstrucciones de las que el puente ha sido objeto desde la Edad Media se aprecian en las marcas de cantero que presentan algunos de sus sillares, un rasgo muy característico de las construcciones medievales.

## Planta

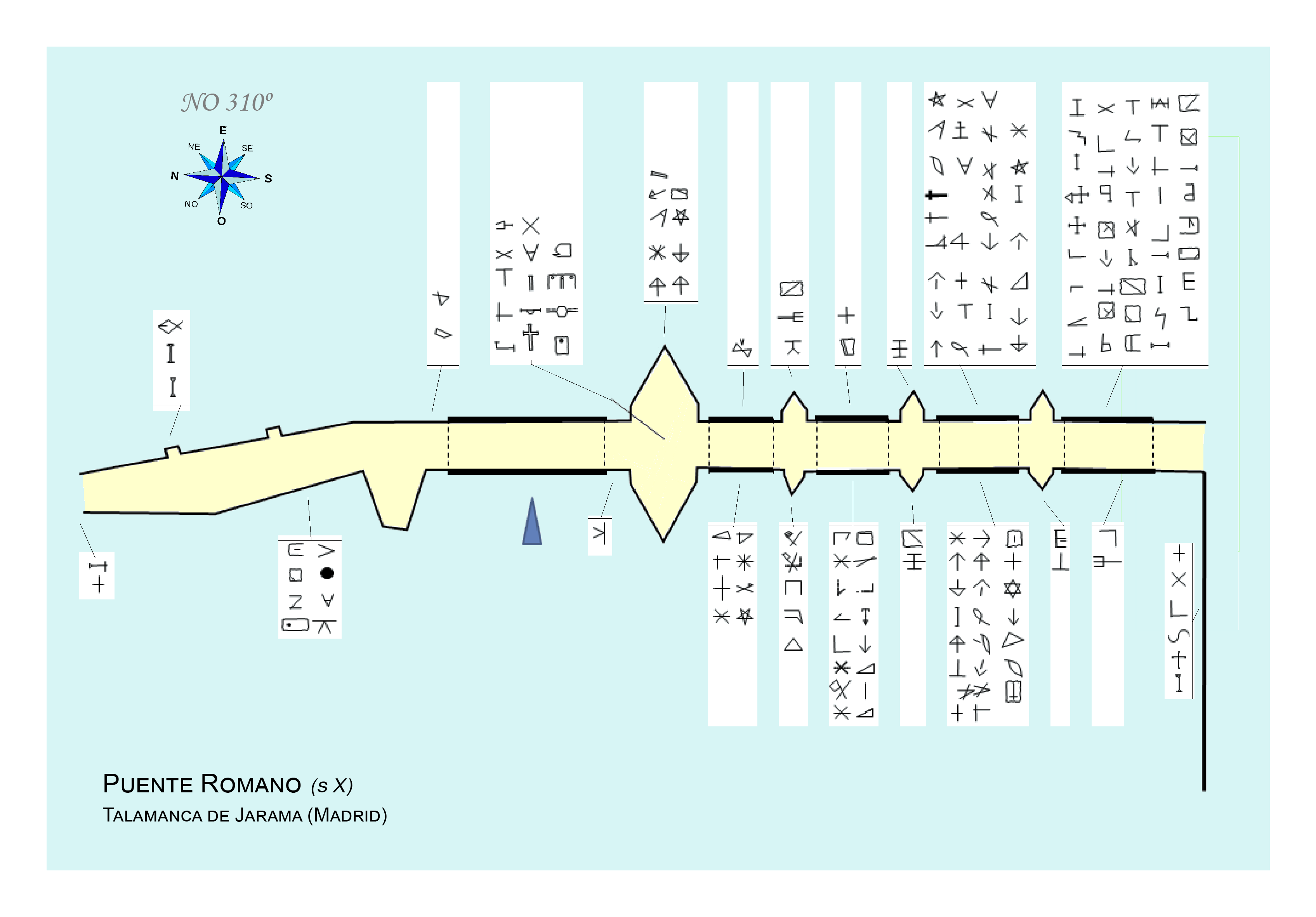
Aprox. a la planta actual y marcas de cantería.

## Marcas de cantero
Apoyándose en la información publicada en el propio puente con motivo de obras de consolidación y limpieza, se han identificado un total de 265 marcas de cantero situadas en el apartadero, calzada, tajamares e intradós y dovelas de los ojos del puente, además de 29 signos en el refuerzo del cauce derecho, distribuidas según el siguiente cuadro:
| DISTRIBUCIÓN      | DISTRIBUCIÓN | DISTRIBUCIÓN | DISTRIBUCIÓN | DISTRIBUCIÓN | DISTRIBUCIÓN | DISTRIBUCIÓN  | DISTRIBUCIÓN |
| Zona (Ver Planta) | Total        | Normal       | Especial     |              | Ideogramas   | Inscripciones | Otros        |
| ----------------- | ------------ | ------------ | ------------ | ------------ | ------------ | ------------- | ------------ |
| Ojo y Tajamar 1   | 12           | 10           |              |              | 2            |               |              |
| Ojo y Tajamar 2   | 31           | 23           | 2            |              | 6            |               |              |
| Ojo y Tajamar 3   | 40           | 25           |              |              | 15           |               |              |
| Ojo y Tajamar 4   | 96           | 87           |              |              | 9            |               |              |
| Ojo y Tajamar 5   | 57           | 44           | 1            |              | 21           | 1             |              |
| Pretil y calzada  | 19           | 12           |              |              | 7            |               |              |
| Cauce dcho.       | 29           | 23           | 1            |              | 5            |               |              |
| Total             | 294          | 224          | 4            |              | 65           | 1             |              |

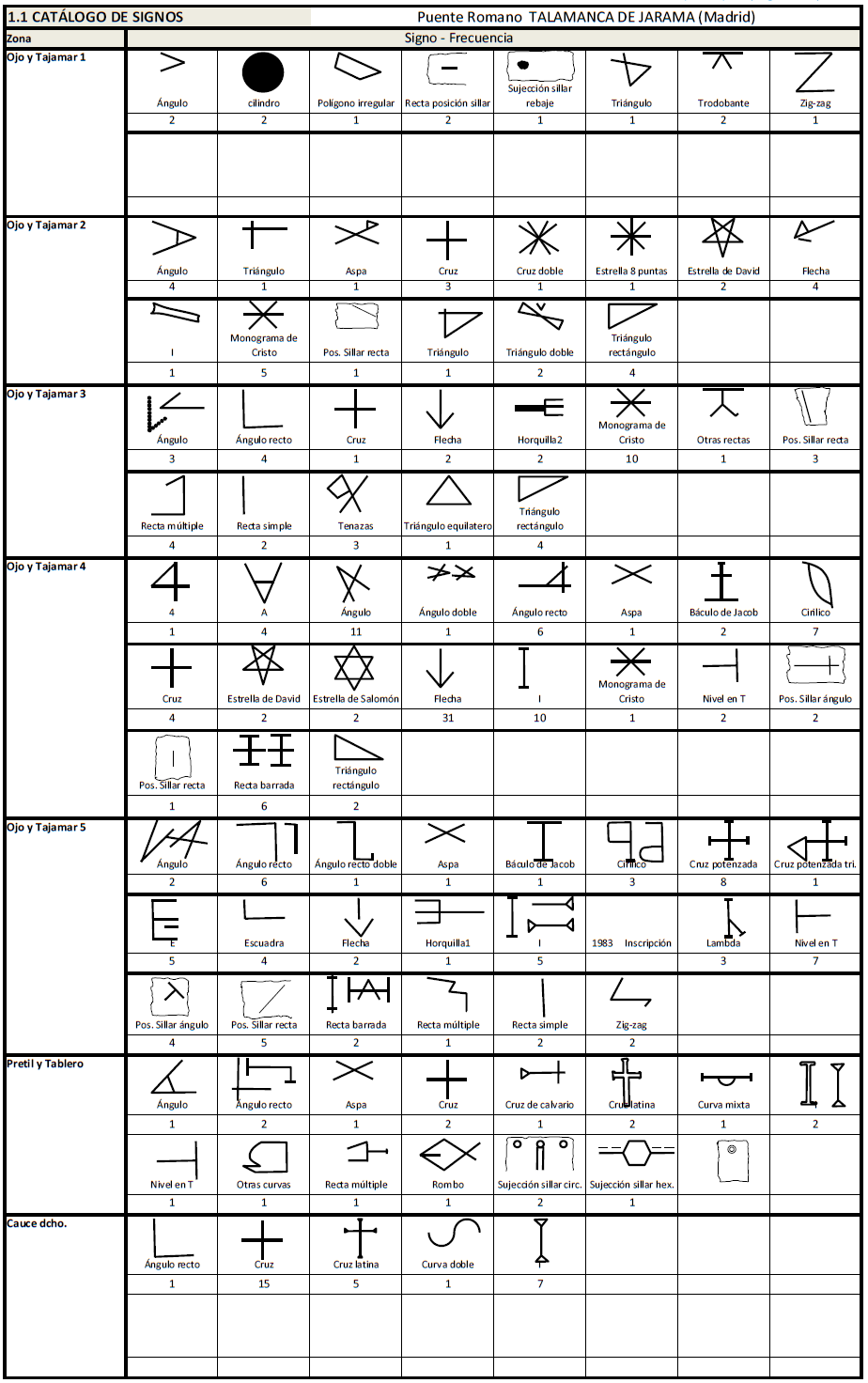
Catálogo de signos lapidarios. Ver Planta.

Hay numerosas repeticiones de signos en forma de cruz, ángulo, aspa, estrella de seis puntas y flechas de diversos tipos, comunes en los trabajos del gremio de canteros de la época. En general muestran un trazo grueso.